# 贾克 (剧作家)
贾克（1919年—2007年），原名曾志开，笔名十兄、西山等，男，祖籍江西南丰，生于北京，中国剧作家、戏剧活动家，曾任中央戏剧学院歌剧团副团长，山西省文学艺术界联合会副主席。